# Вацетис, Иоаким Иоакимович
Иоаким Иоакимович Вацетис (Вациетис; латыш. Jukums Vācietis (родное имя — Юкумс, сменил на Иоаким в 1906 году); 11 [23] ноября 1873, Яунлутрини, Лутринская волость, Гольдингенский уезд, Курляндская губерния, Российская империя — 28 июля 1938, Москва) — офицер царской армии и советский военачальник. Первый главнокомандующий всеми Вооружёнными Силами РСФСР (1 сентября 1918 — 9 июля 1919 года). Командарм 2-го ранга (20 ноября 1935). Профессор (27 июня 1927).
Во время «большого террора» арестован по обвинению в шпионаже и участии в контрреволюционной террористической организации. 28 июля 1938 года расстрелян. После смерти Сталина реабилитирован.

## Биография

### Ранние годы
Родился 11 (23) ноября 1873 года в местечке Нейгоф (сейчас село Яунлутрини) Гольдингенского уезда Курляндской губернии в многодетной семье безземельного крестьянина. Был шестым ребёнком Юкумса (Иоакима) Вацетиса (1836—1920) и его супруги Лизе Вацетис, урождённой Лиепа (1839—1909). Помимо Иоакима в семье росли семеро детей — четыре брата и три сестры.
Как пишет в своей биографии Вацетис, его дед по отцовской линии, Атис Вацетис (1806–1877), первоначально носил другую фамилию — Бетэ. Несмотря на скромное происхождение, он был богатым и влиятельным человеком в своей волости, арендовал усадьбу и принадлежал к «серым баронам» — зажиточным крестьянам, сумевшим добиться относительно высокого благосостояния. Однако в середине 1850-х годов Атис на почве разногласий по вопросу отбывания барщинных повинностей вступил в конфликт с бароном Мирбахом, владельцем винокуренного завода в имении Нейгоф, в результате чего лишился усадьбы и большей части своего имущества. Мирбах посчитал остроумным, если у провинившегося латыша будет фамилия Vācietis («немец» по-латышски). Согласно другой версии, приведенной Иоакимом Вацетисом в своих воспоминаниях, его дед получил новую фамилию благодаря тому, что внешне походил на немца, был немногословен и своими манерами отличался от соседей. «Он (дедушка) был блондин, брил бороду и усы, носил платье немецкого покроя, за что и получил свою фамилию».
Из-за бедности семьи Иоаким батрачил пастухом уже с 6 лет. По вероисповеданию принадлежал к лютеранской церкви, однако в детские и юношеские годы редко посещал церковные службы. Окончил волостную школу в Нейгофе в 1889 году, где овладел русским языком, и Гольдингенское училище министерства народного просвещения в 1891 году. Во время учёбы также работал на местной спичечной фабрике, занимался изучением и сбором народных песен, посещал местное латышское просветительское общество и издавал рукописную газету «Prāta kule» («Кулек разума»).
Мечтал поступить в университет, но ввиду отсутствия возможности платить за обучение выбрал воинскую службу, дававшую возможность учиться за государственный счёт.

### Служба в Императорской армии России
В 1891 году — доброволец в Рижском учебном унтер-офицерском батальоне. С 1893 года служил унтер-офицером в 105-м Оренбургском пехотном полку, стоявшем в Вильно. В 1895 году поступил в Виленское пехотное юнкерское училище, которое окончил в 1897 году по первому разряду и выпущен в войска в чине подпрапорщика. Служил младшим офицером в 3-м Ковенском крепостном пехотном полку, в 1899 году стал командиром полуроты. В 1902 году перешёл командиром командиром роты в Рижский учебный унтер-офицерский батальон, тогда же произведён в поручики, в 1904 году назначен адъютантом батальона.
В 1906 году поступил в Николаевскую академию Генерального штаба, которую окончил в 1909 году. Вскоре произведён в капитаны. После выпуска с 1909 года командовал ротой в 3-м Ковенском крепостном пехотном полку, с августа 1910 — учебной командой в 100-м Островском пехотном полку (Витебск), с 1912 года в чине подполковника — батальоном 102-го пехотного Вятского полка.

### Первая мировая война
Войну встретил в том же полку. Участвовал в Восточно-Прусской наступательной операции, позднее воевал под Красновицей, в районе Варшавы был тяжело ранен винтовочной пулей. После излечения, осенью 1915 года произведён в полковники и назначен командиром формирующегося 5-го Земгальского латышского стрелкового батальона в составе 12-й армии. В сентябре 1916 года батальон был переформирован в полк под тем же номером и наименованием (его офицеров Вацетис позже продвигает по карьерной лестнице, а сам полк держит близ себя и когда занимает пост командующего войсками Восточного фронта красных и на должности главнокомандующего всеми Вооружёнными силами республики). До самой Октябрьской революции полк удерживал оборону на рижском направлении, участвовал в попытках наступления (в том числе в окончившейся неудачей Митавской наступательной операции) и в Рижской оборонительной операции. Был тяжело ранен и контужен. Документы о присвоении чина генерала ушли в Ставку, но в конце 1917 года ими уже никто не занимался.
Вацетис положительно воспринял Февральскую революцию и был сторонником демократических преобразований в стране.

В 1917 году высказывался за национальную автономию Латвии: 
«Теперь будет свободная Латвия в свободной России». Он также публично предлагал: «Латышский народ… уже много веков стоял в авангарде России против напора германизма. Ныне мы, латыши, представляем собой вооруженный народ: мы поставили под ружье всех мужчин, способных носить оружие, в наших рядах сражаются женщины. Наше желание довести войну до победного конца. Наш народ понес крупные жертвы людьми и материально, и таковые предстоят ещё. Творческие силы латышского народа ослабли на время под гнетом старого режима. В составе новой свободной России, вновь возродившейся к свободной национальной жизни, латыши видят отражение своих желаний в создании автономной Латвии, неразрывно связанной с свободной Россией … Керенский — единственный человек, который может дать революционной армии недостающий ей мощный импульс. Керенский — маховое колесо свободной революционной России и он должен стать во главе Действующей армии под названием — Верховный вождь русской армии»
.
Из-за нежелания новой власти дать автономию Латвии его взгляды становились всё более радикальными.

### На стороне большевиков
После Октябрьской революции перешёл на сторону большевиков и принял участие со своим полком в захвате штаба 12-й армии в Валке. Тогда же назначен командиром 2-й латышской стрелковой бригады. 21 ноября 1917 года назначен командующим 12-й армией. В декабре был отозван в Петроград для назначения в Революционный полевой штаб. Хоть Вацетис с 1917 года поддерживал большевиков, но в партии не состоял до конца жизни.

С декабря 1917 года был начальником оперативного отдела Революционного полевого штаба при Ставке, где занимался организацией вооруженных сил советской власти. В конце 1917 года во время отъезда Н. В. Крыленко в Петроград временно исполнял должность Верховного Главнокомандующего. Одновременно с 17 декабря 1917 года был командиром формирующегося Латышского стрелкового корпуса. План формирования корпуса предполагал создание двух латышских дивизий с кавалерией, артиллерией и различными техническими частями, которых стрелкам так не хватало в предыдущих боях. Предполагалось, что корпус объединит всех служащих в российской армии латышей. К началу немецкого наступления в феврале 1918 года формирование корпуса не завершилось и он был распущен. 13 января 1918 года назначен Главнокомандующим всеми красными войсками, направленными на подавление мятежа польского корпуса генерала Довбор-Мусницкого, к 20 января нанёс крупное поражение полякам и отбросил их от Рогачёва к Бобруйску. С 13 апреля 1918 года — командир Латышской стрелковой дивизии, в случае разгрома большевиков в России рассчитывал уйти с дивизией в Латвию. Был убежден, что латышские стрелки — самая боеспособная сила в сложившейся исторической ситуации. В неопубликованной работе «История латышских стрелков» по поводу возникновения латышских стрелковых частей в Первую мировую войну указывал: 
«Русское строевое командование сразу оценило значение латышей, которые своим знанием местности, развитием и грамотностью стояли гораздо выше русских… По своим боевым качествам латыши служили примером для русских солдат». Значимость явления Вацетисом характеризовалась так: «Я указал, что история дала случай нам собрать наш рассеянный по всей великой России народ в лице его стрелковых баталионов, что латышский народ уже не беззащитен, но эту вооруженную силу надо увеличивать, разворачивая постепенно баталионы в полки, полки свести в дивизии, а дивизии в корпус». В статье «Роль латышских стрелков в деле создания вооруженной силы Советской республики» Вацетис отмечал: «Латышский стрелок остается латышским стрелком, а русский солдат остается русским солдатом. До сих пор русский народ не прошел той школы в целом, какую прошел латышский народ. Латышский народ в течение семи веков выковывался, ведя свою бедную жизнь под напором угнетения, материального и духовного, под палкой жестокосердных глумителей над человеческим достоинством баронов и их приспешников»
.
Латышские стрелки эффективно использовались красными в Гражданской войне в России. Например, подавление левоэсеровского восстания в Москве в июле 1918 года было произведено силами дивизии латышских стрелков И. И. Вацетиса.

Вацетис с адъютантом в 1918 году. Штаб фронта.

С июля 1918 года — командующий Восточным фронтом, несмотря на сильное противодействие М. Д. Бонч-Бруевича и поддерживавшего его Л. Д. Троцкого. Предпринял попытку перейти в наступление (Августовское наступление Восточного фронта), окончившуюся неудачей, но окончательно сковавшую белые войска.

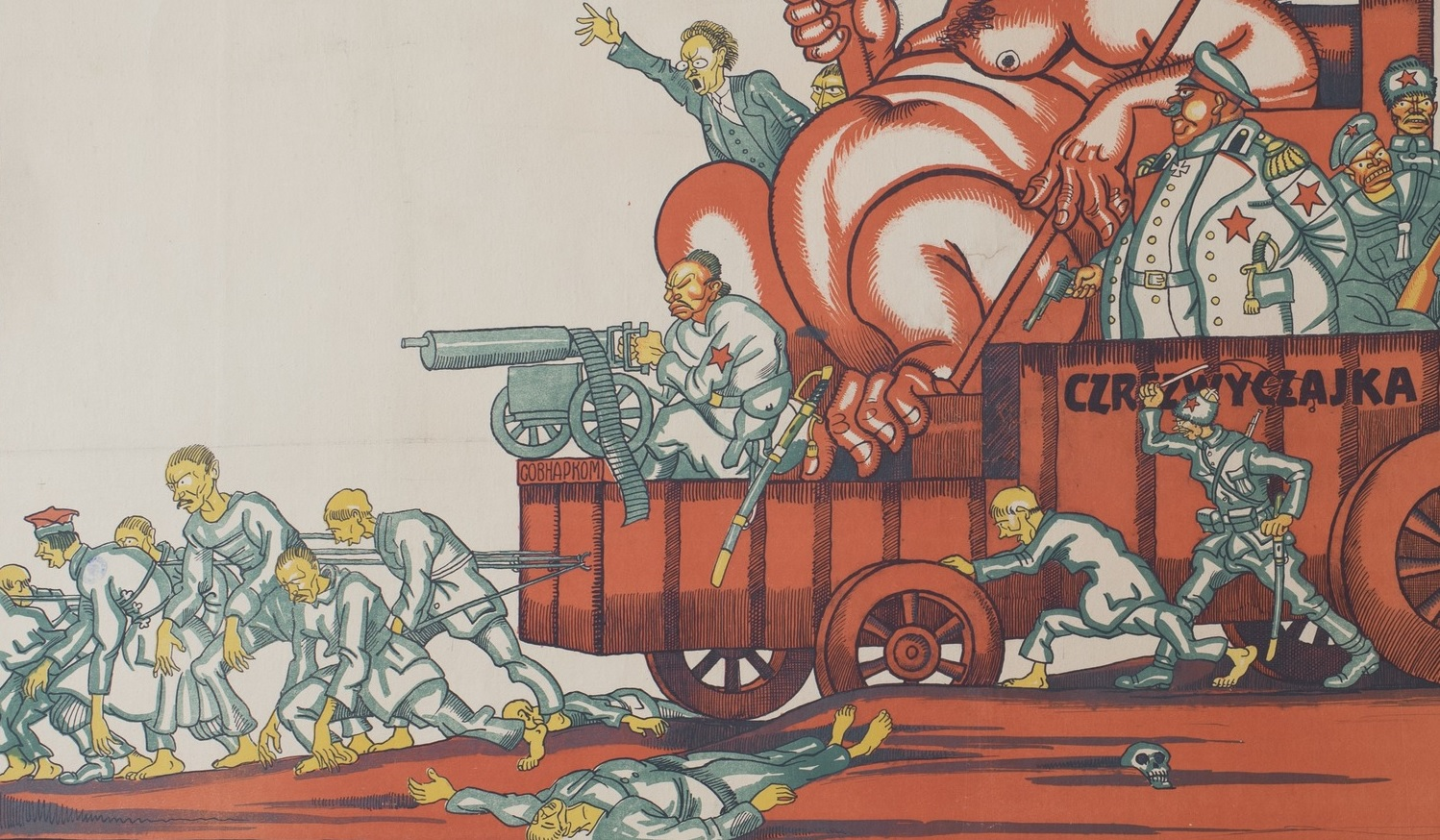
Вацетис (справа вверху, с револьвером в руке) в образе главнокомандующего на польском антибольшевистском плакате

С 1 сентября 1918 года по 9 июля 1919 года — главнокомандующий всеми Вооружёнными Силами РСФСР, назначен на эту должность по предложению В. И. Ленина в его записке Л. Д. Троцкому, написанной не ранее 20 августа 1918 года. В январе — марте 1919 года одновременно — командующий Армией Советской Латвии.

Красный военспец-генштабист А. Е. Снесарев так характеризовал Вацетиса:
«У него просто, он одет граждански, толстый, жирный. По акценту скорее напоминает чухну. Кругом него только латыши… русским духом не пахнет… Он ординарен до крайности, мысли его простоваты, разумны, если угодно, но и только. О русском народе он говорит с худо скрываемым презрением и повторяет, что ему нужна палка… Словом, ловкий инородец, взобравшийся наверх среди русского кладбища, ловко потрафивший власть имущим… В области Ген. Штаба в нём виден недоучка, а потому и дилетант, а ещё более фантазер. На мой вопрос, сколько в Красной армии, он отвечает незнанием, но прибавляет, что к весне будет втрое больше, чем теперь… И этот неготовый, полуиспеченный специалист, вдобавок фантазер, стоит во главе всего дела. Какие же шансы?»
С усилением конфликтов в руководстве РСФСР и РКП(б) Вацетис стал подвергаться значительному давлению. Так, 5 мая 1919 года он был снят с поста главнокомандующего и отозван в Москву. Только после личной встречи с В. И. Лениным через несколько дней восстановлен на посту главнокомандующего. Однако политического доверия Ленина и Троцкого он лишился. Непростая ситуация сложилась и в военном руководстве РККА, например, бывший ранее по службе старше Вацетиса М. Д. Бонч-Бруевич открыто отказывался подчиняться Главкому, о чём и сам писал в своих мемуарах.

8 июля 1919 года Вацетис был арестован по подозрению в измене, будучи обвинённым в руководстве, повлекшем поражение РККА. В телеграмме наркомвоенмору Троцкому, за подписью Дзержинского, Крестинского, Ленина и Склянского, арест объяснялся тем, что изобличённый и сознавшийся в предательстве офицер (Н. Н. Доможиров) дал показания, из которых можно было сделать вывод, что Вацетис знал о военном заговоре.: 
«Вполне изобличенный в предательстве и сознавшийся Доможиров дал фактические показания в заговоре, в котором принимал деятельное участие Исаев, состоявший издавна для поручения при главкоме и живший с ним в одной квартире. Много других улик, ряд данных, изобличающих главкома в том, что он знал об этом заговоре. Пришлось подвергнуть аресту главкома»
.
В заключении написал самооправдательные воспоминания. Только 12 августа 1919 года он был освобождён и назначен в распоряжение РВСР, в октябре решением Президиума ЦИК обвинения сняты. Несмотря на снятие обвинений, на посту главнокомандующего восстановлен не был. Историк Н.С. Черушев интерпретирует случившееся как результат подковерной интриги в ходе противостояния Ленина и Троцкого (чьим протеже он считает Вацетиса). Черушев отвергает сам факт заговора.
С августа 1919 года состоял в распоряжении председателя Реввоенсовета Республики для особо важных поручений, привлекался к разработке руководящих документов для Красной Армии. Также с 1919 по 1921 годы преподавал в Военной академии РККА. В 1921 году переправил в Латвию жену и троих детей. С 1921 года работал в Военной академии РККА имени М. В. Фрунзе: преподаватель истории военного искусства, старший руководитель по истории войн. Автор большого количества научных работ и статей по военным вопросам, был одним из первых исследователей истории гражданской войны в России, занимался военно-общественной психологией, историей первой мировой войны. В 1927 году стал профессором. При введении персональных воинских званий ему было присвоено звание командарм 2-го ранга (1935 год). С августа 1937 года — в распоряжении НКО СССР.

### Арест и казнь

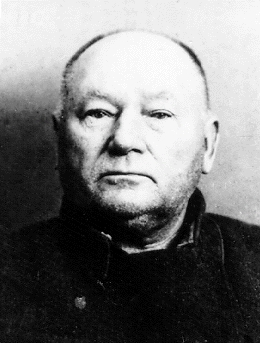
Фотография И. Вацетиса из уголовного дела, 1937 год

29 ноября 1937 года был арестован во второй раз. Обвинялся в том, что с 1918 года являлся агентом германской разведки, по заданию которой в период гражданской войны якобы осуществил ряд предательских действий, направленных на поражение Красной Армии. С 1921 года, якобы будучи связан с латвийской разведкой, принял участие в создании фашистской шпионско-террористической латышской организации для борьбы с Советской властью. Все эти и другие обвинения Вацетиса основаны были исключительно на его так называемых признательных показаниях, полученных от него в результате физических и моральных истязаний, в ходе предварительного следствия.
Признав себя виновным в подготовке контрреволюционного переворота, на следствии в своих показаниях Вацетис назвал более 20 человек участниками «фашистской шпионско-террористической латышской организации», все они были арестованы. Подтвердил свои признания Вацетис и в суде, но подтвердил только в общем плане, так как по существу пунктов обвинения он там не допрашивался. «Так называемые признательные показания Вацетиса И. И. о его якобы антисоветской деятельности являются вымышленными и были получены от него в результате применения незаконных методов следствия со стороны бывших работников НКВД. Бывший начальник 5 отдела ГУГБ НКВД СССР Николаев Н. Г., подписавший ордер на арест Вацетиса И. И., и его заместитель Агас-Мойсыф В. С., производивший допросы Вацетиса И. И., осуждены за преступную деятельность в 1937—1938 гг. в органах НКВД».
28 июля 1938 года по обвинению в шпионаже и участии в контрреволюционной террористической организации Военной коллегией Верховного суда СССР по обвинению в совершении преступлений, предусмотренных ст. 58-1"б", 58-8 и 58-11 УК РСФСР приговорён к высшей мере наказания (расстрел) с конфискацией имущества и лишением воинского звания и в тот же день расстрелян на полигоне «Коммунарка».
Реабилитирован определением Военной коллегии Верховного суда СССР от 28 марта 1957 года.

### Семья
Был женат на Маргарите Адольфине Оттилии Кергер (1882–не раньше 1970). Имел троих детей: дочерей Ирину-Оттилию Элизу (27.05.1905.–?) и Веру (1911–?) и сына Иоакима (19.07.1909–конец 1930-х). Жена и дети исповедовали лютеранство. Вместе с дочерьми она репатриировалась в Германию в 1939 году, а сын остался в Латвии (эта семейная линия продолжается и сегодня). После Второй мировой войны она вместе с дочерьми переехала в США, где и умерла.

## Воинские чины и звания
- Подпоручик — 04.09.1897
- Поручик — 01.09.1901
- Штабс-капитан — 01.09.1905
- Капитан — 01.09.1909
- Подполковник — 26.08.1912
- Полковник — 08.03.1916
- Краском — после Октябрьской революции
- Командарм 2-го ранга — 20.11.1935[26]

## Награды
- Орден Св. Станислава 3-й степени (1906)
- Орден Св. Анны 3-й степени (16.03.1911)
- Орден Св. Станислава 2-й степени (6.06.1914)
- Орден Св. Владимира 3-й степени с мечами (10.04.1917)
- мечи к ордену Св. Станислава 2-й степени (29.05.1917)
- Георгиевский крест 4-й степени (1917, по постановлению солдатского собрания полка)
- Орден Красного Знамени (20.02.1928)
- Орден Красной Звезды (15.01.1934)

## Киновоплощение
- 1968 — «Шестое июля». В роли Иоакима Вацетиса Харий Лиепиньш

## Труды
- Лекции о Франко-Прусской войне 1870—1871 г. — М., 1920.
- «Latviešu strēlnieku vēsturiskā nozīme» (Историческая роль латышских стрелков) на латышском языке — Псков, 1922 (переиздана «Авотс», Рига, 1989.)
- О военной доктрине будущего. — М., Гиз, 1923. — 146 с.
- «Боевые действия в Восточной Пруссии в июле, августе и начале сентября 1914 г.» — М., 1923. — 105 с.
- Операции на восточной границе Германии в 1914. Ч.1.— М., ГИЗ, 1929.— 340 с.
- Начальный период войны. Прикрытие, развертывание и организация разведки. — М., 1932.
- Человек и война. — Мысли и материалы по военно общественной психологии.
- Из воспоминаний Главкома И. И. Вацетиса // «Военно-исторический журнал». — 1962. — № 4.
- Выступление левых эсеров в Москве // Этапы большого пути. Сборник. — Москва, 1962.
- Мятеж левых эсеров // Прометей. Вып. 4. — М., 1967. — С.248—255.
- Моя жизнь и мои воспоминания // «Даугава». — 1980. — № 3, 4, 5.
- Какурин Н. Е. Гражданская война. 1918—1921 / Н. Е. Какурин, И. И. Вацетис; Под ред. А. С. Бубнова и др. — СПб.: ООО "Издательство «Полигон», 2002. — 672 с., ил. — (Великие противостояния). ISBN 5-89173-150-9.
- Многочисленные журнальные и газетные статьи по военно-теоретическим вопросам, воспоминания о встречах с В. И. Лениным о разгроме мятежа левых эсеров в Москве в июле 1918 г., по истории Гражданской войны и по истории латышских стрелков.

## Документы
- Автобиография профессора И. И. Вацетиса от 30 апреля 1933 года. // Военно-исторический журнал. — 1988. — № 12. — С.86-87.